# Charles Crowe
Charles Robert Crowe (* 12. Oktober 1867 in Guelph; † 3. September 1953 ebenda) war ein kanadischer Sportschütze.

## Erfolge
Charles Crowe nahm an den Olympischen Spielen 1908 in London teil, bei denen er in zwei Disziplinen antrat. In der Distanz über 1000 Yards mit dem Freien Gewehr belegte er mit 90 Punkten den neunten Platz. Mit dem Armeegewehr war er Teil der kanadischen Mannschaft, die über sechs verschiedene Distanzen hinter den Vereinigten Staaten und Großbritannien den dritten Platz belegte. Neben Crowe gewannen außerdem William Smith, Bertram Williams, Dugald McInnes, William Eastcott und Harry Kerr die Bronzemedaille. Mit 415 Punkten war er der zweitbeste Schütze der Mannschaft.
Crowe war Lieutenant Colonel in der Royal Canadian Army. Er war verheiratet und hatte unter anderem eine Tochter und einen Sohn.